# Улица Михаила Агибалова (Самара)
У́лица Михаи́ла Агиба́лова — бывшая Вокза́льная у́лица (ранее — Ле́нская, Полева́я продо́льная). Находится в Железнодорожном и Ленинском районах.
Начинается от улицы Льва Толстого, пролегает мимо Комсомольской площади, пересекает Красноармейскую, Рабочую, Вилоновскую и Ульяновскую улицы. Заканчивается у Губернского (крытого) рынка, в конце улицы Маяковского.

## Этимология
Улица переименована к 40-летию Победы (4 апреля 1985) в честь Героя Советского Союза Михаила Агибалова (1911—1941).

## Здания и сооружения
- № 7 — Стадион «Локомотив»[4]
- № 12 — Поликлиническое отделение Дорожной клинической больницы[5] (1938 г., арх. – П. Щербачев)[6]
- № 19 — Губернский крытый рынок[7]
- ЦУМ «Самара» (юридический адрес ул. Вилоновская, 138)

Утраченные здания
- № 50 — здесь находился небольшой одноэтажный деревянный дом, украшенный деревянной же резьбой. В. Г. Каркарьян писал о нём: «Не скупился хозяин дома по улице Агибалова (Вокзальной), 50 на украшение своего скромного домика в три окна. Окна были одеты в богатые наличники с резьбой, выполненной с незаурядным мастерством. Множество деталей исполнены в технике глубинной рези. Такая резьба на улицах современной Самары уже редкость. В навершиях наличников опять же сияли круги „солнышек“ и „рассветы“, но в несколько необычном рисунке в виде веера с трёхгранновыемочной резьбой. Образы из крестьянского народного внестилевого искусства проникли и в профессиональную архитектуру».[8] Теперь на этом месте многоэтажный жилой дом.

## Транспорт
Движение одностороннее (в направлении железнодорожного вокзала).
ТроллейбусПо улице проложена троллейбусная линия (маршруты 4, 6, 12, 15, 16, 17, 20). Рядом с Никитинской площадью расположен конечный пункт некоторых самарских троллейбусных маршрутов.
Автобусы1, 5д, 5к, 11, 13, 22, 37, 50, 52, 53, 56, 67, 108.     : Маршрутки:                                                                    4, 48д, 80, 84, 99, 105, 109д, 114, 118, 119, 126с, 126ю, 127, 128, 140, 177, 366, 410а, 480.
ТрамвайТрамвайные пути пересекают улицу Агибалова по улице Красноармейской (маршруты 1, 4, 16, 23).
МетроПо проекту второй линии самарского метрополитена станция «Вокзальная» должна быть построена в районе Комсомольской площади, но к строительству второй линии пока не приступали.

## Почтовые индексы
- 443030
- 443041[9]